# NGC 6317
NGC 6317 ist eine 15,1 mag helle Balken-Spiralgalaxie vom Hubble-Typ SBc im Sternbild Drache am Nordsternhimmel. Sie ist schätzungsweise 366 Millionen Lichtjahre von der Milchstraße entfernt und hat einen Durchmesser von etwa 125.000 Lichtjahren.
Im selben Himmelsareal befindet sich u. a. die Galaxie NGC 6319.
Das Objekt wurde am 2. Juni 1883 von Lewis A. Swift entdeckt.